# Manneville-ès-Plains
Manneville-ès-Plains è un comune francese di 278 abitanti situato nel dipartimento della Senna Marittima nella regione della Normandia.

## Società

### Evoluzione demografica
Abitanti censiti